# 苦基氯
苦基氯是一种有机化合物，化学式 ClC6H2(NO2)3。它是一种亮黄色固体，和典型的多硝基芳烃（如苦味酸）一样极易爆炸。它的爆速为 7,200 m/s。

## 反应
苦基氯的反应性受到三个吸电子基硝基的强烈影响。因此，苦基氯是一种亲电试剂，和亚硫酸盐的反应生成磺酸酯：
ClC6H2(NO2)3  +  Na2SO3  →   NaO3SC6H2(NO2)3  +  NaCl
苦基氯也是一种强电子受体。它与六甲苯反应，形成 1:1 的电荷转移配合物。